# Säynäjä
Säynäjä eller Säynäjäjärvi är en sjö i Finland. Den ligger i kommunen Utajärvi i landskapet Norra Österbotten, i den centrala delen av landet, 500 km norr om huvudstaden Helsingfors. Säynäjä ligger 133,7 meter över havet. Arean är 68,9 hektar och strandlinjen är 3,37 kilometer lång. Sjön  ingår i Kiminge älvs huvudavrinningsområde. 
I övrigt finns följande vid Säynäjä:
- Nuanjärvi (en sjö)